# Superalgèbre
En mathématiques et en physique théorique, une superalgèbre est une algèbre Z2 - graduée. En d'autres termes, c'est une algèbre sur un anneau ou un corps commutatif avec une décomposition en parties « paire » et « impaire » et un opérateur de multiplication qui respecte la graduation.
Le préfixe super vient de la théorie de la supersymétrie en physique théorique. Les superalgèbres et leurs représentations, les supermodules, fournissent un cadre algébrique pour formuler cette théorie. L'étude de tels objets est parfois appelée « algèbre superlinéaire ». Les superalgèbres jouent également un rôle important dans le domaine voisin de la supergéométrie où elles interviennent dans les définitions des variétés graduées, des supervariétés et des superschémas.

## Définition formelle
Soit {\displaystyle K} un anneau commutatif. Dans la plupart des applications, {\displaystyle K} est un corps  de caractéristique d'un anneau 0, tel que le corps R des nombres réels ou le corps  C des nombres complexes.
Une superalgèbre {\displaystyle A} sur {\displaystyle K} est un {\displaystyle K}-module {\displaystyle A} avec une décomposition en somme directe :
{\displaystyle A=A_{0}\oplus A_{1}}
et une multiplication bilinéaire {\displaystyle A\times A\to A} telle que
{\displaystyle A_{i}A_{j}\subseteq A_{i+j}}
où les indices se lisent modulo 2, c'est-à-dire qu'ils sont considérés comme des éléments de Z2.
Un superanneau, ou anneau Z2-gradué, est une superalgèbre sur l'anneau des entiers Z .
Les éléments de chacun des {\displaystyle A_{i}} sont dits homogènes. La parité d'un élément homogène {\displaystyle x}, notée {\displaystyle |x|} , vaut 0 ou 1 selon qu'il est dans {\displaystyle A_{0}} ou {\displaystyle A_{1}}. Les éléments de parité 0 sont dits pairs et ceux de parité 1 impairs . Si {\displaystyle x} et {\displaystyle y} sont tous les deux homogènes, alors leur produit {\displaystyle xy} aussi est  homogène et {\displaystyle |xy|=|x|+|y|}.
Une superalgèbre associative est une superalgèbre  dont la multiplication est associative et une superalgèbre unitaire  est une superalgèbre avec un élément neutre pour la multiplication. L'élément neutre dans une superalgèbre unitaire est nécessairement pair. Sauf indication contraire, toutes les superalgèbres sont supposées, dans la suite, associatives et unitaires.
Une superalgèbre commutative (ou algèbre supercommutative) est une superalgèbre qui  vérifie une version graduée de la commutativité. Plus précisément, {\displaystyle A} est commutatif si
{\displaystyle yx=(-1)^{|x||y|}xy\,}
pour  des éléments homogènes {\displaystyle x} et {\displaystyle y} de {\displaystyle A}. Il existe des superalgèbres qui sont commutatives au sens ordinaire, mais pas au sens des superalgèbres. C'est pour cette raison, que les superalgèbres commutatives sont souvent appelées supercommutatives afin d'éviter toute confusion.

## Exemples
- Toute algèbre sur un anneau commutatif {\displaystyle K} peut être considérée comme une superalgèbre paire sur {\displaystyle K}  en prenant pour {\displaystyle A_{1}} l'ensemble trivial.
  - Toute algèbre Z- ou N-graduée  peut être considérée comme une superalgèbre en considérant la graduation modulo 2. Cela inclut les algèbres tensorielles et les anneaux de polynômes sur {\displaystyle K}.
- En particulier, une algèbre extérieure sur {\displaystyle K} est une superalgèbre. L'algèbre extérieure est l'exemple standard d'une algèbre supercommutative .
- Les polynômes symétriques et les polynômes alternés forment ensemble une superalgèbre, dont ils sont respectivement les parties paires et impaires. Il s'agit là d'une graduation différente de la graduation par degré.
- Les algèbres de Clifford sont des superalgèbres. Elles sont généralement non commutatives.
- L'ensemble de tous les endomorphismes (noté {\displaystyle \mathbf {End} (V)} ou de manière équivalente {\displaystyle \mathbf {Hom} (V,V)}), composé de toutes les applications linéaires d'un super espace vectoriel, est une superalgèbre pour la composition.
- L'ensemble des supermatrices carrées à entrées dans {\displaystyle K} forme une superalgèbre notée {\displaystyle M_{p|q}(K)}. Cette algèbre peut être identifiée à l'algèbre des endomorphismes d'un supermodule libre sur {\displaystyle K} de rang {\displaystyle p|q} et est égal à l'ensemble des endomorphises ci-dessus.
- Les superalgèbres de Lie sont un analogue gradué des algèbres de Lie. Les superalgèbres de Lie sont non unitaire et non associatives ; cependant, on peut construire l'analogue d'une algèbre enveloppante d'une superalgèbre de Lie qui est une superalgèbre unitaire et associative.

## Définitions et constructions supplémentaires

### Sous-algèbre paire
Soit {\displaystyle A} une superalgèbre sur un anneau commutatif {\displaystyle K}. Le sous-module {\displaystyle A_{0}}, constitué des éléments pairs, est fermé par multiplication et contient l'identité de {\displaystyle A} et forme donc une sous-algèbre de {\displaystyle A}, naturellement appelée sous-algèbre paire. Elle forme une algèbre ordinaire sur {\displaystyle K} .
L'ensemble de tous les éléments impairs {\displaystyle A_{1}} est un '{\displaystyle A_{0}}-bimodule dont la multiplication scalaire est juste la multiplication dans {\displaystyle A}. Le produit dans {\displaystyle A} munit {\displaystyle A_{1}} d'une forme bilinéaire
{\displaystyle \mu :A_{1}\otimes _{A_{0}}A_{1}\to A_{0}}
telle que
{\displaystyle \mu (x\otimes y)\cdot z=x\cdot \mu (y\otimes z)}
pour tous {\displaystyle x,y,z\in A_{1}}. Cela provient de l'associativité du produit dans {\displaystyle A}.

### Involution de graduation
Il existe un automorphisme involutif canonique sur toute superalgèbre appelé involution de graduation . Elle est donnée sur des éléments homogènes par
{\displaystyle {\hat {x}}=(-1)^{|x|}x}
et sur des éléments arbitraires par
{\displaystyle {\hat {x}}=x_{0}-x_{1}}
où les {\displaystyle x_{i}} sont les parties homogènes de {\displaystyle x} . Si {\displaystyle A} n'est pas de 2-torsion (en particulier, si 2 est inversible), alors l'involution de graduation peut être utilisée pour distinguer les parties paires et impaires de {\displaystyle A} :
{\displaystyle A_{i}=\{x\in A:{\hat {x}}=(-1)^{i}x\}.}

### Supercommutativité
Le supercommutateur sur {\displaystyle A} est l'opérateur binaire défini par
{\displaystyle [x,y]=xy-(-1)^{|x||y|}yx}
pour des éléments homogènes, et étendu à tout {\displaystyle A} par linéarité. On dit que les éléments {\displaystyle x} et {\displaystyle y} de {\displaystyle A} supercommutent si {\displaystyle [x,y]=0}.
Le supercentre de {\displaystyle A} est l'ensemble des éléments de {\displaystyle A} qui supercommutent avec tous les éléments de {\displaystyle A} :
{\displaystyle \mathrm {Z} (A)=\{a\in A:[a,x]=0{\text{ pour tout }}x\in A\}.}
Le supercentre de {\displaystyle A} est, en général, différent du centre de {\displaystyle A} en tant qu'algèbre non graduée. Une superalgèbre commutative est une superalgèbre dont le supercentre est  {\displaystyle A} tout entier.

### Super produit tensoriel
Le produit tensoriel gradué de deux superalgèbres {\displaystyle A} et {\displaystyle B} peut être considéré comme une superalgèbre {\displaystyle A\otimes B} avec la multiplication déterminée par :
{\displaystyle (a_{1}\otimes b_{1})(a_{2}\otimes b_{2})=(-1)^{|b_{1}||a_{2}|}(a_{1}a_{2}\otimes b_{1}b_{2}).}
Si {\displaystyle A} ou {\displaystyle B} est purement pair, cela équivaut au produit tensoriel ordinaire non gradué (sauf que le résultat est gradué). Cependant, en général, le super produit tensoriel est différent du produit tensoriel de {\displaystyle A} et {\displaystyle B} considérés comme des algèbres ordinaires non graduées.

## Généralisations et définition catégorielle
On peut facilement généraliser la définition des superalgèbres pour inclure les superalgèbres sur un superanneau commutatif. La définition donnée ci-dessus est alors une spécialisation au cas où l'anneau de base est purement pair.
Soit {\displaystyle R} un superanneau commutatif. Une superalgèbre sur {\displaystyle R} est un {\displaystyle R}-supermodule {\displaystyle A}  avec une multiplication {\displaystyle R}-bilinéaire {\displaystyle A\times A\to A} qui respecte la graduation. La bilinéarité signifie ici que
{\displaystyle r\cdot (xy)=(r\cdot x)y=(-1)^{|r||x|}x(r\cdot y)}
pour tous éléments homogènes {\displaystyle r\in R'}  et {\displaystyle x,y\in A} .
De manière équivalente, on peut définir une superalgèbre sur {\displaystyle R} comme un superanneau {\displaystyle A} avec un homomorphisme de superanneau {\displaystyle R\to A} dont l'image est contenue dans le supercentre de {\displaystyle A}.
On peut aussi définir les superalgèbres dans le cadre de la  théorie des catégories . La catégorie de tous les {\displaystyle R}-supermodules forme une catégorie monoïdale pour le super produit tensoriel avec {\displaystyle R} servant d'objet unitaire. Une superalgèbre unitaire associative sur {\displaystyle R} peut alors être définie comme un monoïde dans la catégorie des {\displaystyle R}-supermodules. Autrement dit, une superalgèbre est un {\displaystyle R}-supermodule {\displaystyle A} avec deux morphismes (pairs)
{\displaystyle {\begin{aligned}\mu &:A\otimes A\to A\\\eta &:R\to A\end{aligned}}}
pour lesquels les diagrammes usuels commutent.

## Articles liés
- Superalgèbre de Lie
- Supersymétrie